# Sena (Kučevo)
Pour les articles homonymes, voir Sena.
Sena (en serbe cyrillique : Сена) est un village de Serbie situé dans la municipalité de Kučevo, district de Braničevo. Au recensement de 2011, il comptait 176 habitants.

## Démographie

### Évolution historique de la population
| 1948 | 1953 | 1961 | 1971 | 1981 | 1991 | 2002 | 2011 |
| ---- | ---- | ---- | ---- | ---- | ---- | ---- | ---- |
| 466  | 482  | 476  | 438  | 409  | 354  | 232  | 176  |

|  |